# Dolina (Vilémov)
Dolina je osada, část obce Vilémov v okrese Děčín. Nachází se asi 1 km na západ od Vilémova. Je zde evidováno 5 adres. V roce 2011 zde trvale žilo šestnáct obyvatel.
Dolina leží v katastrálním území Vilémov u Šluknova o výměře 4,07 km2.

## Historie
Nejstarší písemná zmínka pochází z roku 1787. Do roku 1946 nesla obec název Franzthal.

## Obyvatelstvo
|                                                                  | 1869 | 1880 | 1890 | 1900 | 1910 | 1921 | 1930 | 1950 | 1961 | 1970 | 1980 | 1991 | 2001 | 2011 |
| ---------------------------------------------------------------- | ---- | ---- | ---- | ---- | ---- | ---- | ---- | ---- | ---- | ---- | ---- | ---- | ---- | ---- |
| Obyvatelé                                                        | 107  | 95   | 93   | 94   | 110  | 120  | 121  | 2    | 29   | 19   | 17   | 20   | 68   | 16   |
| Domy                                                             | 10   | 10   | 10   | 11   | 10   | 10   | 10   | 12   | .    | 3    | 3    | 3    | 19   | 5    |
| Počet domů z roku 1961 je zahrnut v domech místní části Vilémov. |      |      |      |      |      |      |      |      |      |      |      |      |      |      |